# Gianni di Calais
Gianni di Calais és una opera semiseria en tres actes de Gaetano Donizetti, amb llibret de Domenico Gilardoni, basat en Jean de Paris de Louis-Charles Caignes. S'estrenà al Teatro del Fondo de Nàpols el 2 d'agost de 1828.	